# Darapsa choerilus
Darapsa choerilus  (лат.) — северо-американский вид бабочек рода Darapsa семейства бражников, называемый также «азалийный бражник» (англ. Azalea Sphinx).

## Ареал
Бражник Darapsa choerilus встречается по всему востоку Северной Америки: восточные США к западу до Северной Дакоты и Техаса, южная Канада от Новой Шотландии до Британской Колумбии.

## Местообитание
Эти бражники обитают в лиственных лесах и на прилегающих территориях. Ночные бабочки, привлекаются на свет.

## Описание
Этот бражник похож на другой вид этого рода Darapsa myron, но крупнее: размах крыльев составляет 57—75 мм. Передние крылья сверху красновато-коричневые с пурпурным оттенком. Полоса, проходящая через крыло почти прямая в отличие от волнистой полосы у D. myron.

## Жизненный цикл
Гусеницы живут на азалии, голубике, ниссе, калине и других растениях.
Взрослые бабочки вылетают с июня по август в северных областях ареала и с марта по сентябрь — в южных, где в год возможно два и более поколений.